# Киндяково (Рязанская область)
Киндяково — деревня Голдинского сельского поселения Михайловского района Рязанской области России (ранее — Михайловский уезд Рязанской губернии Российской империи). 
Находится в 23 км от г. Михайлов.
Вероятно деревня названа по имени татарского посла Киндяка.

## География
На востоке проходит Московская железная дорога участка Ожерелье — Павелец. Деревня расположилась посередине между станциями Голдино и Лужковская.
В 10 км к югу от деревни находится д. Елизаветино.
Деревня находится на реке Пашечке.
Недалеко от деревни имеется урочище (овраг) «Баскак».

## История
Усадьба в селе была создана в середине XIX века государственным и земским деятелем, тайным советником, совладельцем села Голдино Михайловского уезда — С. П. Голубцовым (1810-1888), женатым на Е. А. Гедеоновой. Сохранились: руины двухэтажного дома в стиле классицизм простой архитектуры, обваловка с обсадкой территории усадьбы, остатки парка. С. П. Голубцов был похоронен в Киндяково.
В 1859 году деревня относилась к 1-му стану Михайловского уезда.
С 1890 года в Киндяково существует школа грамоты.
18 декабря 1905 года началось волнение крестьян и был устроен погром в имении помещицы, вдовы штабс-ротмистра Голубцова.

## Население
| 1859 | 2007 | 2010 |
| ---- | ---- | ---- |
| 508  | ↘16  | ↘15  |